# Перевантажений ковчег
Перевантажений ковчег (англ. The Overloaded Ark) — перша повість британського письменника-натураліста Джеральда Даррелла. Книга видана  у 1953 році видавництвом Faber&Faber.

## Історія створення
Книга розповідає про подорож Джеральда Даррелла до Камеруну, яку він здійснив з грудня 1947 по серпень 1948 року разом із орнітологом Джоном Елландом. За словами автора, мандрівка була викликана двома причинами: бажанням вполювати і привезти до  Англії найцікавіших тварин та птахів, а також давнім бажанням побачити Африку. При цьому декілька англійських зоопарків надали списки тварин, що цікавили їх найбільше, і це дало змогу заздалегідь скласти приблизний план щодо пошуку та відлову цих тварин.

## Сюжет
Повість починається з описання прибуття команди Даррелла до Камеруну у порт Вікторія і подальшої поїздки до Ешобі – поселення, яке Д. Даррелл обрав місцем організації проміжної бази. Основну базу повинен був облаштувати Д. Елланд у містечку Бакебе.                                                                                                                                                                                    Під час перебування в Камеруні, Джеральд Даррелл в пошуках тварин мандрує лісами, підіймається на гору Нда-Алі, переходить через гірські річки.  Він, за допомогою місцевих жителів, знаходить багато екземплярів рідкісних птахів та звірів, особисто ловить змій, їжатця та варана.                                                                                                              Після відлову необхідних тварин на Даррелла та його команду чекає шлях додому.